# Zhang Xiangsen
Pour les articles homonymes, voir Zhang.
Dans ce nom chinois, le nom de famille, Zhang, précède le nom personnel.
Zhang Xiangsen (né le 5 novembre 1972) est un haltérophile chinois.

## Biographie
Zhang Xiangsen est sacré champion du monde en 1995 en catégorie poids mouches. Il remporte ensuite la médaille d'argent de l'épreuve d'haltérophilie réservée aux moins de 54 kg aux Jeux olympiques d'été de 1996 à Atlanta.